# Ngụy Trưng
Ngụy Trưng (tiếng Trung: 魏徵; Wade–Giles: Wei Cheng, 580 - 11 tháng 2 năm 643), biểu tự Huyền Thành (玄成), là một nhà chính trị và sử học thời đầu thời nhà Đường.
Xuất thân ở Hà Bắc trong một gia đình nghèo, Ngụy Trưng từng đi theo Ngõa Cương quân của Lý Mật rồi trở thành quân sư cho Thái tử Lý Kiến Thành, con trai cả của Đường Cao Tổ. Trong Sự biến cửa Huyền Vũ, Lý Kiến Thành bị em trai là Tần vương Lý Thế Dân, tức Đường Thái Tông sau này, giết chết.
Tuy từng phục vụ nhiều đối thủ trên chiến trường và chính trường của Đường Thái Tông, Ngụy Trưng vẫn được nhà vua trọng dụng, ông được phong chức Gián nghị đại phu với nhiệm vụ can gián vua không mắc phải những quyết định sai lầm. Sự thẳng thắn và sáng suốt của Ngụy Trưng đã trở nên nổi tiếng trong sử sách và ông được coi là vị gián quan nổi tiếng nhất trong lịch sử Trung Quốc. Ngụy Trưng còn là một nhà sử học có tiếng đầu thời nhà Đường, ông là chủ biên bộ sách Tùy thư, bộ sử chính thức về nhà Tùy và là một trong Nhị thập tứ sử.

## Sự nghiệp

### Tiểu sử
Ngụy Trưng sinh năm 580 tại Cự Lộc (nay thuộc Hình Đài), Hà Bắc, Trung Quốc). Xuất thân nghèo khó trong hoàn cảnh Trung Quốc bắt đầu rơi vào tình trạng hỗn loạn cuối thời Tùy Dạng đế, Ngụy Trưng ngay từ trẻ đã tham gia Ngõa Cương quân, một lực lượng nổi dậy do Lý Mật (tức Ngụy công sau này) cầm đầu, nhưng không được Lý Mật trọng dụng. Sau đó Lý Mật thất bại trước Vương Thế Sung, phải hàng nhà Đường, ông theo Lý Mật sang nhà Đường.
Ngụy Trưng được giao đi Sơn Đông phủ dụ thủ hạ còn lại của Lý Mật là Lý Tích mang kho Lê Dương về hàng nhà Đường. Ngụy Trưng thuyết phục được Lý Tích, nhưng ngay sau đó Hạ vương Đậu Kiến Đức tấn công Lê Dương, Ngụy Trưng bị bắt. Ông được Hạ vương giao chức Khởi cư xá nhân.
Đậu Kiến Đức bị nhà Đường đánh bại, ông trở về với nhà Đường của Lý Uyên và được Lý Kiến Thành, con trai cả của Lý Uyên, thu nhận, phong ông làm Thái tử Tẩy mã, rất kính trọng ông. Ngụy Trưng biết rõ mâu thuẫn giữa thái tử Kiến Thành và em là Tần vương Lý Thế Dân. Ông mấy lần khuyên Kiến Thành ra tay trước nhưng Kiến Thành do dự không động thủ.
Ngày 2 tháng 7 năm 626, Lý Kiến Thành bị Tần vương Lý Thế Dân giết chết trong sự biến cửa Huyền Vũ. Là thủ hạ thân tín của thái tử, Ngụy Trưng lập tức bị bắt và thẩm vấn về việc ly gián anh em Tần vương. Tuy nhiên bằng thái độ dũng cảm, cương trực, Ngụy Trưng đã khiến Lý Thế Dân quyết định không những tha chết mà còn trọng dụng trở lại Ngụy Trưng cùng nhiều người thủ hạ cũ của Kiến Thành, Nguyên Cát. Tể tướng Phòng Huyền Linh có thắc mắc, vua trả lời: "Triều đình đặt ra quan chức để cai trị đất nước, cần phải biết chọn người hiền tài, chứ sao lại lấy mối quan hệ để làm tiêu chuẩn chọn lựa. Nếu người mới có tài năng, người cũ không có thì không nên bài xích người mới mà cứ sử dụng người cũ".
Năm Trinh Quán thứ nhất (627), ông được phong Thượng thư Tả thừa. Năm thứ 3 (629), phong Bí thư giám, bắt đầu tham dự triều chính. Năm Trinh Quán thứ 7 (633), ông được phong tước Trịnh quốc công (郑国公), rồi lên hàng Thị trung.

### Trung thần ngay thẳng
Sau khi lên ngôi, Đường Thái Tông Lý Thế Dân ban đầu phong Ngụy Trưng chức Gián nghị đại phu với nhiệm vụ can gián nhà vua tránh mắc phải những quyết định sai lầm.
Có lần Đường Thái Tông hỏi Ngụy Trưng: “Các hoàng đế trong lịch sử, tại sao có người sáng rất sáng suốt, có người lại rất u mê?”. Ông trả lời: “Ai biết lắng nghe mọi ý kiến thì sẽ sáng suốt, ai chỉ nghe theo một loại ý kiến thì sẽ u mê”. Rồi ông kể ra các ví dụ về Nghiêu, Thuấn và Tần Nhị Thế, Lương Vũ Đế, Tùy Dạng Đế và nói: "Vị hoàng đế nào cai trị thiên hạ, biết tiếp nhận ý kiến của bên dưới thì tình hình bên dưới thông suốt lên trên, những kẻ thân tín muốn che đậy cũng không được”. Đường Thái Tông gật đầu.
Một hôm khác, sau khi đọc xong văn tập của Tùy Dạng Đế, vua lại nói với tả hữu: "Trẫm thấy Tùy Dạng Đế là người có học vấn uyên bác, biết rõ Nghiêu, Thuấn là tốt; Kiệt, Trụ là xấu; mà tại sao ông ta lại hành động buông thả vô độ như vậy?”.

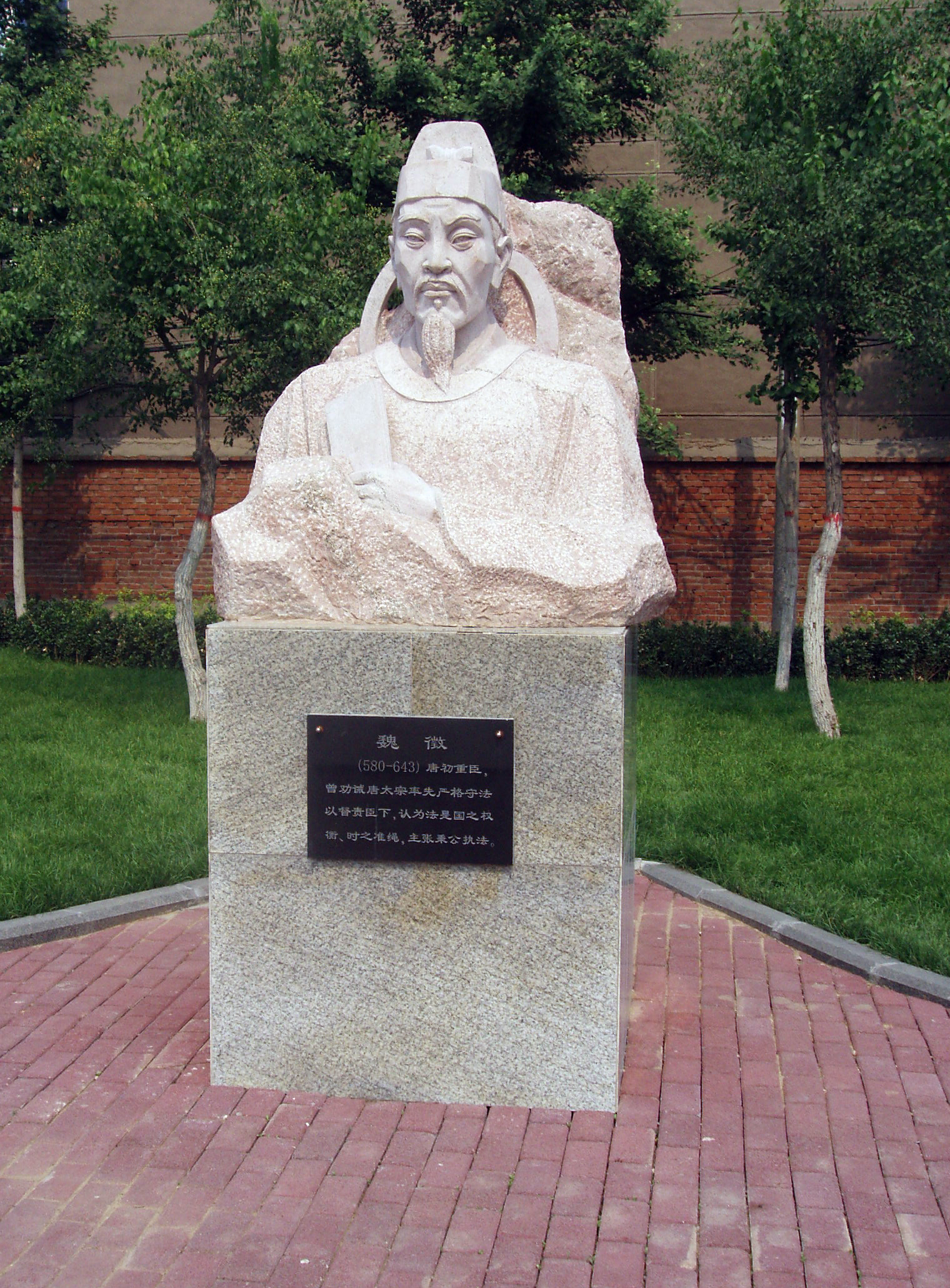
Tượng Ngụy Trưng.

Ngụy Trưng đáp ngay: “Một hoàng đế mà chỉ dựa vào thông minh uyên bác thì không đủ mà còn phải khiêm tốn lắng nghe ý kiến bày tôi. Dạng Đế tự cho mình là tài cao, nên kiêu ngạo tự mãn, nói lời nói của Nghiêu, Thuấn, nhưng làm những việc của Kiệt, Trụ; càng về sau càng hồ đồ nên đã tự tạo nên sự diệt vong".
Thái Tông nghe xong, xúc động sâu xa, thở dài nói: “Ồ, những bài học quá khứ đúng là thầy dạy chúng ta”.
Sau đó Ngụy Trưng càng nêu nhiều ý kiến. Hễ thấy Thái Tông có điểm gì không đúng là ông đều ra sức tranh biện. Có lúc, vua thấy khó chịu, sầm mặt lại, nhưng ông vẫn tiếp tục nói, khiến vua không dứt ra được. Một lần, Ngụy Trưng tranh cãi với vua đến đỏ mặt tía tai. Đường Thái Tông không muốn nghe nữa toan nổi nóng, nhưng lại ngại làm như thế trước mặt đại thần thì mất tiếng tốt xưa nay là chịu tiếp thu ý kiến các đại thần, nên ông đành nhịn. Sau khi thoái triều, Đường Thái Tông hầm hầm về nội cung, thấy Trưởng Tôn hoàng hậu, liền bực tức nói: “Thế nào cũng có ngày ta phải giết chết lão già nhà quê đó”.
Hoàng hậu hỏi, vua mới nói: "Là Ngụy Trưng làm nhục trẫm trước mặt đại thần, không sao nhịn được nữa". Hoàng hậu nghe nói mới mặc triều phục trở ra, sụp lạy Đường Thái Tông, nói: “Thiếp nghe nói chỉ có bậc thiên tử anh minh mới có được các đại thần chính trực. Nay Ngụy Trưng có thái độ chính trực như vầy, tỏ rằng bệ hạ rất anh minh, thiếp không thể không chúc mừng bệ hạ”.
Đường Thái Tông lập tức nguôi giận. Từ đó, ông không còn giận Ngụy Trưng nữa mà còn khen ngợi: “Mọi người đều nói Ngụy khanh có lời nói cử chỉ thô lỗ, nhưng ta thấy đó chính là chỗ đáng yêu của ông ta".
Ngụy Trưng vừa thẳng thắn, vừa kiên nhẫn, không chỉ biểu hiện trong những việc đại sự quốc gia mà ngay cả với những công việc trong nội bộ Hoàng tộc ông cũng dám đưa ra những ý kiến riêng của mình. Thái Tông rất yêu một người con gái là Trường Lạc Công chúa. Khi Trường Lạc Công chúa xuất giá, của hồi môn Thái Tông cho Công chúa vượt xa với những quy định lễ nghi. Ngụy Trưng cho rằng như thế trái với lẽ thường, đã thẳng thắn nói: "Bệ hạ yêu Trường Lạc Công chúa, điều đó có thể hiểu được. Nhưng cái gì cũng phải phù hợp với quy định nghi lễ, đó là điều không thể thay đổi. Nếu trong việc nhỏ còn làm sai thì với việc lớn sao có thể làm đúng".
Nghe xong, Thái Tông đành phải giảm bớt của hồi môn cho Trường Lạc Công chúa. Khi Trường Tôn Hoàng hậu biết được việc này, đã than thở với Thái Tông: "Thần thiếp đã nghe bệ hạ kính trọng Ngụy Trưng, nay mới biết vì sao. Thiếp cùng bệ hạ là kết tóc phu thê, tình thâm nghĩa trọng cũng còn không dám mạo phạm uy danh. Ngụy công chỉ là hạ thần, sao có thể dùng phép tắc để xen vào chuyện riêng của bệ hạ, thật là đống lương tài của quốc gia".
Thái Tông tỏ ra cũng muốn Ngụy Trưng nể mặt ông khi can gián:
- Ông từ nay về sau đừng ngại gì, có gì thấy không đúng thì cứ nói, nhưng trước mặt mọi người thì cũng giữ thể diện cho Trẫm, chờ khi vắng người thì nói với Trẫm, Trẫm nhất định nghe theo lời của ông.
Ngụy Trưng không bằng lòng, nói:
- Vua Thuấn từng nói với quần thần, không thể trước mặt thì tỏ ra bằng lòng, sau lưng lại nói khác. Bệ hạ tuy chưa nhắc nhở Ngụy Trưng điều này, nhưng từ khi sinh ra, thần đã là người như thế.
Thái Tông biết không thể nào ép được ông, đành phải tiếp tục nghe những lời khuyên can không chút nể vì của Ngụy Trưng. Nhưng nghĩ đi nghĩ lại, Thái Tông cũng thấy thật may mắn khi có một đại thần cương trực, không a dua như thế. Thái Tông từng nhận xét:
- Viên ngọc đẹp sinh ra từ tảng đá thô kệch, nếu không có bàn tay của người thợ giỏi mài giũa sao có thể thành được? Trẫm tuy chưa phải là viên ngọc quý, nhưng nhờ có Ngụy Trưng nhắc nhở, dùng đạo đức để khuyên can, ông ta có thể coi là một người thợ khéo.
Tổng cộng Ngụy Trưng đã hơn 200 lần đưa ra lời can với Đường Thái Tông trong thời gian ông làm gián nghị đại phu. Bên cạnh vai trò một nhà chính trị, Ngụy Trưng còn là một học giả có tiếng, ông là chủ biên bộ sách Tùy thư, bộ sử chính thức về nhà Tùy và là một trong Nhị thập tứ sử, ông còn có một khảo luận về chính trị nổi tiếng khác là quyển Trinh Quan chính yếu (贞观政要) và làm thầy dạy cho Phế thái tử Lý Thừa Càn.
Bản thân Ngụy Trưng có tài năng, giỏi việc chính trị, vì vậy một khi ông nói là chính xác. Ông đề nghị Đường Thái Tông cho ông làm hiền thần chứ không làm trung thần. Ông giải thích với Thái Tông về điểm này:
Hiền thần là bề tôi ngay thẳng được Nghiêu Thuấn tín nhiệm như Tắc, Tiết, Cao Dao; còn trung thần là bề tôi ngay thẳng can ngăn bị Kiệt, Trụ giết như Long Bàng, Tỷ Can. Hiền thần có thể làm cho nước rạng danh, nhà vua được vinh dự, có thực danh. Trung thần thì chính mình bị tru diệt, vua bị mang tiếng ác, chỉ có hư danh. Hai loại người đó khác nhau rất xa
Nguyên tắc làm hiền thần không làm trung thần được Ngụy Trưng thực hiện xuyên suốt trong sự nghiệp và Đường Thái Tông tán đồng. Tuy nhiên, cũng có lúc lời can quá ngay thẳng của ông khiến vua Đường tức giận, nhưng cuối cùng ông vẫn được Thái Tông đánh giá rất cao:
Trước Trinh Quán, người cùng với Trẫm bình định thiên hạ không ai có thể sánh kịp là Phòng Huyền Linh, sau Trinh Quán, người tận tâm tận lực, thẳng thắn khuyên can, làm an quốc gia, lợi dân chúng, làm rạng rỡ công nghiệp của Trẫm, được coi là đạo của thiên hạ, chỉ có Ngụy Trưng.

## Cuối đời và vinh danh

### Cuối đời
Ngụy Trưng tuy chức Thị trung (ngang hàng Tể tướng), nhưng vẫn ở trong ngôi nhà đơn sơ.
Năm Trinh Quán thứ 16 (642), ông bị bệnh nặng, Thái Tông đã cho dùng những vật liệu chuẩn bị xây dựng cung điện để sửa sang nhà cửa cho ông. Nhưng Thái Tông biết thói quen của Ngụy Trưng, không dám cầu kỳ. Một hôm, Thái Tông tới bên giường Ngụy Trưng thăm hỏi, rơi lệ hỏi Ngụy Trưng có dặn dò gì. Ngụy Trưng nói: "Vợ con, thần không vương vấn, duy chỉ có mối lo tới sự an nguy của quốc gia". Ông luôn đau đáu về việc Thái Tông sẽ phế Lý Thừa Càn, lo sợ người kế nhiệm đất nước. Mấy hôm sau, một đêm Thái Tông nằm mộng thấy bệnh tình của Ngụy Trưng đã thuyên giảm, trong buổi thiết triều, ông lại cất lời can gián. Nhưng sáng sớm, Thái Tông được báo tin Ngụy Trưng đã qua đời. Đó là ngày 23 tháng 1 năm Trinh Quán thứ 17 (643).
Nhà vua vô cùng đau đớn, bèn đích thân tới nhà khóc thương, ban lệnh không thiết triều năm ngày, cho dùng những nghi thức trang trọng nhất để cử hành tang lễ. Nhưng bà quả phụ Bùi thị nói: “Ngụy Trưng một đời cần kiệm giản dị, dùng nghi thức trang trọng thế này sao phù hợp với chí hướng của ông ấy”, bà từ chối không tiếp nhận. Cuối cùng, Thái Tông đành cho người dùng xe trâu đưa quan tài tới nơi chôn cất.
Đường Thái Tông thương xót ông vô cùng mà đưa ra những lời nhận xét nổi tiếng sau này được Tư Mã Quang ghi lại trong Tư trị thông giám:
| “ | Soi vào gương bằng đồng, ta có thể biết quần áo của mình có ngay ngắn không. Dùng lịch sử làm gương soi, có thể biết nguyên nhân hưng vong của một triều đại. Lấy người làm gương soi, có thể biết việc mình làm là đúng hay sai. Ngụy Trưng mất đi, là trẫm mất một tấm gương soi tốt. | ” |

Sau khi việc hậu sự đã hoàn tất, trong hòm sách của Ngụy Trưng người ta phát hiện một biểu chương, đó là những dòng chữ cuối cùng của ông trước lúc lâm chung. Chữ viết không được rõ ràng, chỉ có mấy dòng có thể đọc được, ý nói: Con người ai cũng có thiện ác, dùng thiện thì quốc gia bình an, dùng ác, quốc gia tất hỗn loạn. Với các đại thần trong triều, bệ hạ có thể yêu, có thể ghét. Nếu thích sẽ nhìn thấy cái thiện, không thích sẽ chỉ nhìn thấy cái ác. Chỉ khi nào nhìn thấy cái ác của người mình thích, thấy cái thiện của người mình không thích mới có thể dùng được hiền thần để chấn hưng quốc gia…
Thái Tông nói với quần thần: "Di biểu của Ngụy công viết đã rất rõ ràng, để tránh cho Trẫm mắc phải những sai lầm, các khanh hãy viết những dòng chữ này lên tường để nhắc nhở Trẫm từng giờ từng khắc".
Không lâu sau, Thái Tông hạ chiếu thư: “Thời gian qua, Ngụy Trưng đã chỉ cho Trẫm những sai sót của mình. Ngụy Trưng đã mất, Trẫm ngày càng không rõ, lẽ nào chỉ có lời của ông ấy mới dám chỉ ra những sai lầm của Trẫm? Các khanh nói, nếu Trẫm không tiếp thu đó là trách nhiệm của ta. Nếu ta tiếp thu, nhưng không có người nói thì đó là trách nhiệm của ai?”
Cuối đời, tuy vẫn bước tiếp trên con đường đã định, dần dần Đường Thái Tông cũng trở thành người tự mãn, nhưng mỗi lần ngồi một mình trên lầu cao, nhớ lại các danh tướng, hiền thần nhà vua vẫn không quên được Ngụy Trưng như đang đứng trước mặt.

### Vinh danh
Những đóng góp của Ngụy Trưng được nhà vua đánh giá rất cao, ông là một trong 24 công thần khai quốc nhà Đường được vẽ chân dung trên Lăng Yên các. Thụy hiệu của ông là Văn Trinh (文贞).
Ban đầu Đường Thái Tông hứa gả con gái của mình là Hành Sơn công chúa cho con trai cả của Ngụy Trưng là Ngụy Thúc Ngọc. Tuy nhiên về sau Thái Tông phát hiện rằng cứ mỗi lần soạn sách cho nhà nước, Ngụy Trưng đều giữ lại riêng cho mình một bản, cộng thêm việc Ngụy Trưng trước đó từng nhiệt tình tiến cử Hầu Quân Tập, người sau đó là quân sư cho Phế thái tử Lý Thừa Càn trong âm mưu lật đổ Thái Tông, nhà vua đã quyết định hủy bỏ hôn ước và đập tan bia mộ của Ngụy Trưng vốn nằm không xa mộ của Trưởng Tôn hoàng hậu.
Tới năm 645 sau khi thất bại trong cuộc tấn công Cao Câu Ly, Đường Thái Tông mới nhớ tới Ngụy Trưng vì nhà vua cho rằng nếu còn sống, hẳn Ngụy Trưng sẽ can gián mình tránh khỏi quyết định sai lầm này. Vì thế Đường Thái Tông quyết định cho lập lại bia mộ của Ngụy Trưng cho xứng với vị trí của ông trong lịch sử nhà Đường.

## Trong tiểu thuyết Tây du ký
Tiểu thuyết Tây du ký của Ngô Thừa Ân xây dựng ông thành một ẩn thần, thẳng thắn, làm thừa tướng dưới triều vua Đường Thái Tông, nhận lệnh của trời chém Long vương Kinh Hà, đó gọi là "Câu chuyện Ngụy Trưng xử trảm Long Vương". Câu chuyện tóm tắt như sau:
"Niên hiệu Trinh Quán năm thứ 13, gần thành Trường An có sông Kinh Hà nước trong, có một người thuyền chài tên gọi là Trương Tiêu, có người bạn đốn củi là Lý Định. Một lần Trương Tiêu khoe rằng mình quen biết một ông thầy bói giỏi tên là Viên Thủ Thành, thường xuyên chỉ chỗ câu được nhiều cá lớn. Không ngờ Long vương nghe được chuyện, rất tức giận, cho rằng như vầy thì tôm cá ở sông sẽ bị vây bắt hết, liền cải trang vào thành coi xem Viên Thủ Thành bói xem thời tiết ngày mai ra sao.
Viên Thủ Thành bói rằng "giờ Thìn thì có mây, giờ Tỵ có sấm, giờ Ngọ thì mưa, giờ Mùi thì tạnh, mưa được là ba thước ba tấc, lẻ bốn mươi tám giọt". Long Vương cười nhạt, hôm sau cố tình làm sai lệch giờ và lượng mưa, rồi toan đập phá hàng bói của họ Viên, họ Viên lạnh nhạt nói rằng "Người dám cãi lệnh trời, khó thoát khỏi lưỡi đao ở Oa Long Đài, giờ Ngọ ngày mai sẽ bị quan Nhâm tào là Ngụy Trưng chém đầu. Ngụy là quan tể tướng, ngươi còn không mau đến cầu cứu nhà vua?". Long Vương run sợ, ngay tối hôm đó đến cầu xin nhà vua trong giấc mơ, Thái Tông hứa tha cho. Hôm sau, vua hỏi Từ Mậu Công (Từ Thế Tích) về giấc mơ đêm qua, Tích khuyên vua mời Ngụy Trưng đến cùng chơi cờ.
Hai người đánh cờ đến giờ ngọ ba khắc, chưa xong một ván, Ngụy Trưng bổng nhiên quỵ xuống dưới án, ngủ gáy khò khò. Thái Tông nói:
- Hiền khanh thật là hết lòng gây dựng non sông, ra sức giữ nước, cho nên bất giấc ngủ gà đây.
Thái Tông cứ để cho ngủ, không hề lay dậy. Mãi một hồi lâu, Ngụy Trưng tỉnh dậy, phủ lạy dưới đất tâu:
- Hạ thần thật đáng tội chết, vừa rồi không biết thế nào tự nhiên ngất đi, mong bệ hạ tha cho hạ thần cái tội khinh quân.
- Khanh làm gì có tội khinh quân, hãy đứng dậy thôi. Xóa ván cờ trước đi, Trẫm lại đánh với khanh một ván khác vậy.
Chợt nghe thấy ngoài triều có tiếng kêu gào ầm ĩ. Tần Thúc Bảo, Từ Mậu Công mang một cái đầu rồng từ trên trời rơi xuống hãy còn máu me nhầy nhụa, đến trước mặt tâu vua. Vua ngạc nhiên, Ngụy Trưng tâu rằng "Thần ở bên vua hầu cờ, mơ màng chợp mắt chiêm bao, cưỡi mây lành, mạnh mẽ xuất thần, Trên Oa Long Đài, con rồng kia bị trói giải tới, hạ thần nói, mi phạm phép trời, phải khép vào tội chết, ta vâng mệnh Trời chém đầu của mi làm lệnh. Rồng nghe đau đớn, cụt móng, khép vây, cam chịu chết, Hạ thần vận tinh thần, vén áo, rảo bước múa gươm thần. Tiếng đao vừa đánh phập xuống, đầu rồng đã rụng ra". Vua liền sai ban thưởng cho Ngụy Trưng.
Kinh Hà Long vương oan ức, đến đòi mạng với Đường Thái Tông, rồi kiện vua với Diêm Vương, hồn vua phải xuống đối chất. Lúc sống, Ngụy Trưng có bạn thân là Thôi Giác, nay chết làm chức Phán quan dưới âm ty giữ sổ sinh tử, trong giấc chiêm bao thường gặp gỡ cùng chuyện trò, Ngụy Trưng bèn gửi cho Thái Tông một phong thư trước lúc xuống âm ty đưa cho Thôi Giác nghĩ đến nghĩa cũ mà trả vua về dương gian. Giác còn ghi thêm tuổi thọ cho vua.
Trước khi ông rời đi, Thập Điện Diêm vương cao hứng nói: “Chỗ ta chỉ toàn là dưa hấu, không có bí đỏ (南瓜 - nam qua)”. Đường Thái Tông liền nói, sau khi hồi dương sẽ gửi tặng bí đỏ cho Diêm Vương. “Nam” trong ngũ hành thuộc hỏa, hỏa đối ứng với tâm. Ý tứ của Diêm vương là mong muốn lòng người luôn thuần chính hòa ái; “nam qua” ý chỉ thiện quả được kết thành từ tâm con người
Để tạ ơn, Đường Thái Tông cho Lưu Toàn xuống Diêm phủ dâng bí, câu chuyện "Lưu Toàn dâng bí" có ghi lại trong Liêu Trai Chí Dị của Bồ Tùng Linh.

## Tùy Đường Diễn Nghĩa
Ngụy Trưng là nhân vật xuất hiện trong rất nhiều tiểu thuyết lịch sử, chuyển thể thành nhiều phim điện ảnh và phim truyền hình, trong đó có tác phẩm "Tùy Đường Diễn Nghĩa" của Chử Nhân Hoạch. Đây là tác phẩm kể về các sự kiện lịch sử cùng các anh hùng trong thời Tùy mạt Đường sơ đến hết đời vua Đường Minh Hoàng.
Ngụy Trưng trong Tùy Đường Diễn Nghĩa xuất hiện lần đầu ở Chương 10: "Miếu Đông Nhạc anh hùng mắc bệnh, Trang Nhị Hiền tri kỷ giải lòng". Trong chương này, Ngụy Trưng được giới thiệu là đạo sĩ trụ trì miếu Đông Nhạc (ngoài thành Lộ Châu), quê ở Khúc Thành, từ nhỏ đã tinh thông bách gia chư tử, thiên văn địa lý, binh pháp Tôn Tử, Ngô Khởi đều thuộc làu, thích kết giao với hào kiệt thiên hạ. đã cứu được Tần Thúc Bảo đương lúc hoạn nạn, đói rét. Sau đó Ngụy Trưng cùng Tần Thúc Bảo kết giao được với trang chủ Nhị Hiền trang là Đơn Hùng Tín, cùng mưu nghiệp bá, dấy binh chống nhà Tùy.

## Gia đình
- Tổ phụ: Ngụy Chiêu (魏钊)
- Phụ thân: Ngụy Uyển (魏琬), tự Trường Hiền (长贤), Bắc Tề Truân Lưu Huyện lệnh
- Thê tử: Hà Đông Bùi thị (河东裴氏)
- Con cháu:
  - Trưởng tử: Ngụy Thúc Ngọc (魏叔玉), Phò mã, Quang lộc Thiếu khanh
    - Ngụy Ưng (魏膺), Bí thư thừa, Trịnh quốc công (郑国公)

  - Nhị tử: Ngụy Thúc Du (魏叔瑜), Binh bộ Lang trung
    - Ngụy Hiến (魏献)
    - Ngụy Hoa (魏华), Lễ bộ Thị lang
      - Ngụy Chiêm (魏瞻), Giá bộ Lang trung

  - Tam tử: Ngụy Thúc Uyển (魏叔琬)
  - Tứ tử: Ngụy Thúc Lân (魏叔璘)